# Puchar Świata w kolarstwie torowym 2002
Puchar Świata w kolarstwie torowym w sezonie 2002 to 10. edycja tej imprezy. Organizowany przez UCI, obejmował pięć rund: w meksykańskim Monterrey w dniach 19-21 kwietnia 2002 roku, w australijskim Sydney w dniach 10-12 maja 2002 roku, w stolicy Rosji - Moskwie w dniach 31 maja-2 czerwca 2002 roku, w kolumbijskim Cali w dniach 21-23 czerwca 2002 roku oraz w chińskim Kunming w dniach 9-11 sierpnia 2002 roku.
Trofeum sprzed roku broniła reprezentacja Niemiec. W tym sezonie najlepsza okazała się reprezentacja USA.

## Klasyfikacja narodów
| Miejsce | Państwo           | Punkty |
| ------- | ----------------- | ------ |
| 1.      | Stany Zjednoczone | 394    |
| 2.      | Niemcy            | 375    |
| 3.      | Australia         | 278    |
| 4.      | Rosja             | 271    |
| 5.      | Francja           | 268    |
| 6.      | Holandia          | 243    |
| 7.      | Wielka Brytania   | 201    |
| 8.      | Hiszpania         | 191    |
| 9.      | Ukraina           | 179    |
| 10.     | Chiny             | 167    |

## Wyniki

### Mężczyźni

#### Keirin
| Lp | Miasto               | 1. miejsce            | 2. miejsce       | 3. miejsce              |
| -- | -------------------- | --------------------- | ---------------- | ----------------------- |
| 1. | Monterrey            | José Antonio Escuredo | Domenico Mei     | Josiah Ng On Lam        |
| 2. | Sydney               | Sean Eadie            | Josiah Ng On Lam | Alwyn McMath            |
| 3. | Moskwa               | Ainārs Ķiksis         | Ryan Bayley      | José Antonio Villanueva |
| 4. | Cali                 | Jens Fiedler          | Laurent Gané     | Peter Bazálik           |
| 5. | Kunming              | Pavel Buráň           | Viesturs Bērziņš | Lampros Vasilopoulos    |
|    | Klasyfikacja końcowa | Pavel Buráň           | Josiah Ng On Lam | Jeffrey Labauve         |

#### 1000 m
| Lp | Miasto               | 1. miejsce              | 2. miejsce            | 3. miejsce        |
| -- | -------------------- | ----------------------- | --------------------- | ----------------- |
| 1. | Monterrey            | Arnaud Tournant         | José Antonio Escuredo | Grzegorz Krejner  |
| 2. | Sydney               | Chris Hoy               | Ben Kersten           | Garen Bloch       |
| 3. | Moskwa               | Sören Lausberg          | Andrij Wynokurow      | Jamie Staff       |
| 4. | Cali                 | José Antonio Villanueva | Teun Mulder           | Hervé Thuet       |
| 5. | Kunming              | Ahmed Lopez             | Toshiaki Fushimi      | Benjamin Martinez |
|    | Klasyfikacja końcowa | Wilson Meneses          | Ahmed Lopez           | Jamie Staff       |

#### Sprint indywidualny
| Lp | Miasto               | 1. miejsce       | 2. miejsce          | 3. miejsce        |
| -- | -------------------- | ---------------- | ------------------- | ----------------- |
| 1. | Monterrey            | René Wolff       | Julio Cesar Herrera | Matthias John     |
| 2. | Sydney               | Sean Eadie       | Arnaud Tournant     | Mickaël Bourgain  |
| 3. | Moskwa               | René Wolff       | Łukasz Kwiatkowski  | Florian Rousseau  |
| 4. | Cali                 | Laurent Gané     | Jens Fiedler        | Jan Van Eijden    |
| 5. | Kunming              | Viesturs Bērziņš | Pavel Buráň         | Carsten Bergemann |
|    | Klasyfikacja końcowa | René Wolff       | Jeffrey Labauve     | Sean Eadie        |

#### Sprint drużynowy
| Lp | Miasto               | 1. miejsce                                                                   | 2. miejsce                                                  | 3. miejsce                                                            |
| -- | -------------------- | ---------------------------------------------------------------------------- | ----------------------------------------------------------- | --------------------------------------------------------------------- |
| 1. | Monterrey            | Francja · Franck Durivaux · Arnaud Duble · Arnaud Tournant                   | Niemcy · Carsten Bergemann · Matthias John · René Wolff     | Polska · Łukasz Kwiatkowski · Grzegorz Krejner · Damian Zieliński     |
| 2. | Sydney               | Wielka Brytania · Chris Hoy · Alwyn McMath · Andy Slater                     | Francja · Arnaud Tournant · Mickaël Bourgain · Arnaud Duble | Grecja · Lampros Vasilopoulos · Kleanthis Bargas · Dimitris Georgalis |
| 3. | Moskwa               | Wielka Brytania · Jamie Staff · Jason Queally · Chris Hoy                    | Australia · Sean Eadie · Ryan Bayley · Ben Kersten          | Niemcy · Matthias John · Sören Lausberg · René Wolff                  |
| 4. | Cali                 | Hiszpania · José Antonio Escuredo · Salvador Melia · José Antonio Villanueva | Słowacja · Peter Bazálik · Jaroslav Jeřábek · Ján Lepka     | Kuba · Julio Herrera · Damian Gainza · Yosmani Poll                   |
| 5. | Kunming              | Czechy                                                                       | Japonia                                                     | Grecja                                                                |
|    | Klasyfikacja końcowa | Wielka Brytania                                                              | Francja                                                     | Japonia                                                               |

#### Wyścig indywidualny na dochodzenie
| Lp | Miasto               | 1. miejsce        | 2. miejsce      | 3. miejsce        |
| -- | -------------------- | ----------------- | --------------- | ----------------- |
| 1. | Monterrey            | Paul Manning      | Sergi Escobar   | Wołodymyr Diudia  |
| 2. | Sydney               | Peter Dawson      | Hayden Roulston | Stefan Steinweg   |
| 3. | Moskwa               | Jens Lehmann      | Luke Roberts    | Aleksiej Markow   |
| 4. | Cali                 | Tomas Vaitkus     | Stefan Steinweg | Fabien Sanchez    |
| 5. | Kunming              | Sebastian Siedler | Mike Tillman    | Lubomyr Połatajko |
|    | Klasyfikacja końcowa | Tomas Vaitkus     | Stefan Steinweg | Mike Tillman      |

#### Wyścig drużynowy na dochodzenie
| Lp | Miasto               | 1. miejsce                                                                            | 2. miejsce                                                                          | 3. miejsce                                                                                     |
| -- | -------------------- | ------------------------------------------------------------------------------------- | ----------------------------------------------------------------------------------- | ---------------------------------------------------------------------------------------------- |
| 1. | Monterrey            | Białoruś · Dzmitryj Aulasenka · Wasil Kiryjenka · Wiktar Rapinski · Jauhen Sobal      | Wielka Brytania · Russel Anderson · Tim Buckle · Steve Cummings · Paul Manning      | Holandia · Jens Mouris · Peter Schep · Robert Slippens · Wilco Zuijderwijk                     |
| 2. | Sydney               | Nowa Zelandia · Hayden Roulston · Gregory Henderson · Matthew Randall · Lee Vertongen | Australia · Peter Dawson · Stephen Wooldridge · Rodney McGee · Mark Renshaw         | Grecja · Ioannis Tsakouridis · Vasilos Gianniosis · Elpidofóros Potourídis · Kostas Rodopoulos |
| 3. | Moskwa               | Rosja                                                                                 | Ukraina                                                                             | Niemcy                                                                                         |
| 4. | Cali                 | Włochy · Massimo Strazzer · Maicol Valgiusti · Alessandro Mazzolani · Angelo Ciccone  | Litwa · Tomas Vaitkus · Sergejus Apionkinas · Aivaras Baranauskas · Vytautas Kaupas | Hiszpania · Guillermo Ferrer · Asier Maeztu · Isaac Gálvez · Cristóbal Forcadell               |
| 5. | Kunming              | Niemcy                                                                                | Ukraina                                                                             | Polska                                                                                         |
|    | Klasyfikacja końcowa | Niemcy                                                                                | Ukraina                                                                             | Polska                                                                                         |

#### Scratch
| Lp | Miasto               | 1. miejsce        | 2. miejsce      | 3. miejsce              |
| -- | -------------------- | ----------------- | --------------- | ----------------------- |
| 1. | Monterrey            | Franco Marvulli   | Robert Slippens | James Carney            |
| 2. | Sydney               | Robert Slippens   | James Carney    | Leonardo Duque          |
| 3. | Moskwa               | Lubomyr Połatajko | Miguel Alzamora | Ivan Vrba               |
| 4. | Cali                 | Matthew Gilmore   | James Carney    | Luis Fernando Sepulveda |
| 5. | Kunming              | Ivan Vrba         | Franco Marvulli | Tony Gibb               |
|    | Klasyfikacja końcowa | James Carney      | Franco Marvulli | Ivan Vrba               |

#### Madison
| Lp | Miasto               | 1. miejsce    | 2. miejsce        | 3. miejsce        |
| -- | -------------------- | ------------- | ----------------- | ----------------- |
| 1. | Monterrey            | Hiszpania     | Argentyna         | Szwajcaria        |
| 2. | Sydney               | Nowa Zelandia | Australia         | Holandia          |
| 3. | Moskwa               | Austria       | Szwajcaria        | Australia         |
| 4. | Cali                 | Niemcy        | Australia         | Stany Zjednoczone |
| 5. | Kunming              | Szwajcaria    | Stany Zjednoczone | Niemcy            |
|    | Klasyfikacja końcowa | Niemcy        | Szwajcaria        | Austria           |

#### Wyścig punktowy
| Lp | Miasto               | 1. miejsce      | 2. miejsce           | 3. miejsce        |
| -- | -------------------- | --------------- | -------------------- | ----------------- |
| 1. | Monterrey            | Milton Wynants  | Leonardo Duque       | Juan Curuchet     |
| 2. | Sydney               | Mark Renshaw    | Jean Pierre van Zyl  | Gregory Henderson |
| 3. | Moskwa               | Graeme Brown    | Siergiej Ławrenienko | Makoto Iijima     |
| 4. | Cali                 | Colby Pearce    | Joan Llaneras        | Franz Stocher     |
| 5. | Kunming              | Franco Marvulli | Colby Pearce         | Wołodymyr Rybin   |
|    | Klasyfikacja końcowa | Colby Pearce    | Leonardo Duque       | Jukka Heinikainen |

### Kobiety

#### Keirin
| Lp | Miasto               | 1. miejsce           | 2. miejsce      | 3. miejsce           |
| -- | -------------------- | -------------------- | --------------- | -------------------- |
| 1. | Monterrey            | Yumari González      | Katrin Meinke   | Swietłana Grankowska |
| 2. | Sydney               | Rosealee Hubbard     | Michelle Ferris | Lori-Ann Muenzer     |
| 3. | Moskwa               | Iryna Janowycz       | Céline Nivert   | Jennie Reed          |
| 4. | Cali                 | Swietłana Grankowska | Clara Sanchez   | Daniela Larreal      |
| 5. | Kunming              | Li Na                | Fang Tian       | Jennie Reed          |
|    | Klasyfikacja końcowa | Swietłana Grankowska | Li Na           | Jennie Reed          |

#### 500 m
| Lp | Miasto               | 1. miejsce       | 2. miejsce        | 3. miejsce       |
| -- | -------------------- | ---------------- | ----------------- | ---------------- |
| 1. | Monterrey            | Natalla Cylinska | Nancy Contreras   | Katrin Meinke    |
| 2. | Sydney               | Tanya Lindenmuth | Julie Paulding    | Nancy Contreras  |
| 3. | Moskwa               | Natalla Cylinska | Tamiłła Abasowa   | Jiang Yonghua    |
| 4. | Cali                 | Tammy Thomas     | Tatjana Malianowa | Yumari González  |
| 4. | Kunming              | Jiang Yonghua    | Kathrin Freitag   | Yvonne Hijgenaar |
|    | Klasyfikacja końcowa | Jiang Yonghua    | Natalla Cylinska  | Yvonne Hijgenaar |

#### Sprint indywidualny
| Lp | Miasto               | 1. miejsce           | 2. miejsce           | 3. miejsce       |
| -- | -------------------- | -------------------- | -------------------- | ---------------- |
| 1. | Monterrey            | Natalla Cylinska     | Swietłana Grankowska | Tammy Thomas     |
| 2. | Sydney               | Tammy Thomas         | Tanya Lindenmuth     | Lori-Ann Muenzer |
| 3. | Moskwa               | Natalla Cylinska     | Swietłana Grankowska | Tamiłła Abasowa  |
| 4. | Cali                 | Swietłana Grankowska | Tammy Thomas         | Susann Panzer    |
| 5. | Kunming              | Li Na                | Kathrin Freitag      | Fang Tian        |
|    | Klasyfikacja końcowa | Swietłana Grankowska | Tammy Thomas         | Natalla Cylinska |

#### Wyścig indywidualny na dochodzenie
| Lp | Miasto               | 1. miejsce           | 2. miejsce              | 3. miejsce        |
| -- | -------------------- | -------------------- | ----------------------- | ----------------- |
| 1. | Monterrey            | Emma Davies          | Swiatłana Iwachonenkowa | Olga Slusariewa   |
| 2. | Sydney               | Sarah Ulmer          | Sara Symington          | Cathy Moncassin   |
| 3. | Moskwa               | Leontien van Moorsel | Olga Slusariewa         | Katherine Bates   |
| 4. | Cali                 | Rasa Mažeikytė       | Lada Kozlíková          | Erin Mirabella    |
| 5. | Kunming              | Jelena Czałych       | Amy Safe                | Christina Becker  |
|    | Klasyfikacja końcowa | Erin Mirabella       | Rasa Mažeikytė          | María Luisa Calle |

#### Scratch
| Lp | Miasto               | 1. miejsce      | 2. miejsce        | 3. miejsce          |
| -- | -------------------- | --------------- | ----------------- | ------------------- |
| 1. | Monterrey            | Erin Mirabella  | Mandy Poitras     | Belem Guerrero      |
| 2. | Sydney               | Sarah Ulmer     | Sarah Hammer      | Cathy Moncassin     |
| 3. | Moskwa               | Olga Slusariewa | Rochelle Gilmore  | Rikke Sandhoj Olsen |
| 4. | Cali                 | Mandy Poitras   | Erin Mirabella    | Lada Kozlíková      |
| 5. | Kunming              | Jelena Czałych  | Ludmiła Wypyrajło | Adrie Visser        |
|    | Klasyfikacja końcowa | Erin Mirabella  | Mandy Poitras     | Rochelle Gilmore    |

#### Wyścig punktowy
| Lp | Miasto               | 1. miejsce              | 2. miejsce        | 3. miejsce      |
| -- | -------------------- | ----------------------- | ----------------- | --------------- |
| 1. | Monterrey            | Belem Guerrero          | Yang Limei        | Zheng Puxiang   |
| 2. | Sydney               | Sarah Hammer            | Cathy Moncassin   | Sarah Ulmer     |
| 3. | Moskwa               | Swiatłana Iwachonenkowa | Neringa Raudonytė | Katherine Bates |
| 4. | Cali                 | Belem Guerrero          | Gema Pascual      | Anke Wichmann   |
| 5. | Kunming              | Jelena Czałych          | Zheng Puxiang     | Vera Carrara    |
|    | Klasyfikacja końcowa | Belem Guerrero          | Jelena Czałych    | Zheng Puxiang   |